# Campionato rumeno di calcio 1931-1932
Il Campionato Nazionale 1931-1932 è stata la 20ª edizione del campionato rumeno di calcio. La fase finale è stata disputata tra giugno e luglio 1932 e si concluse con la vittoria finale del Venus București, al suo terzo titolo.

## Formula
Le squadre vennero suddivise in gironi regionali, con le vincitrici ammesse alle finali nazionali disputate ad eliminazione diretta. Il numero dei gironi fu di cinque, come nella stagione precedente. Due squadre disputarono un turno preliminare mentre le altre tre furono ammesse direttamente alle semifinali.

## Qualificazioni

### Primo turno
Ovest: 
- Vulturii Lugoj-UD Resita 0-1
- Gloria Arad-Jiul Lupeni 3-0

Sud: 
- Tricolor Ploiesti-DVA Galati 2-0
- Victoria Constanta-Dacia U. Braila 2-1

### Secondo turno
Ovest: Rovine Grivita Craiova-UD Resita 3-4
Sud: Tricolor Ploiesti-Victoria Constanta 3-0

### Finale
Centro: Soimii Sibiu-Muresul Tirgu Mures 1-3
Est: Concordia Iasi-Macabi Hachoah Cernauti 1-2
Ovest: UD Resita-Gloria Arad 5-2
Sud: Tricolor Ploiesti-Venus Bucuresti 1-1; 0-9

## Partecipanti
| Regione | Squadra             |
| Nord    | Crișana Oradea      |
| Est     | Macabi Cernăuți     |
| Sud     | Venus București     |
| Centro  | Mureșul Târgu-Mureș |
| Ovest   | UDR Reșița          |

## Fase finale

### Preliminare
Il turno preliminare per accedere al tabellone finale fu disputato il 5 giugno 1932
| Squadra 1           | Risultato | Squadra 2      |
| ------------------- | --------- | -------------- |
| Mureșul Târgu-Mureș | 2 - 0     | Crișana Oradea |

### Semifinali
Gli incontri si disputarono il 19 e il 26 giugno 1932.
| Squadra 1       | Risultato | Squadra 2           |
| --------------- | --------- | ------------------- |
| Venus București | 5 - 0     | Macabi Cernăuți     |
| UDR Reșița      | 8 - 2     | Mureșul Târgu-Mureș |

### Finale
La finale fu disputata il 10 luglio 1932 a Bucarest.
| Squadra 1       | Risultato | Squadra 2  |
| --------------- | --------- | ---------- |
| Venus București | 3 - 0     | UDR Reșița |

## Verdetti
- Venus București Campione di Romania 1931-32.